# Jean-Claude Brialy
Jean-Claude Brialy (Sour El-Ghozlane, Algéria, 1933. március 30. – Monthyon, 2007. május 30.) César-díjas francia színész, rendező.

## Élete

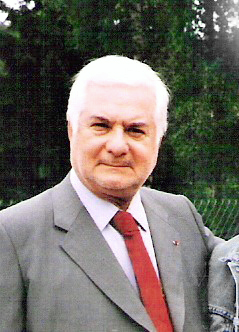
A Ferrare elnökben, 2004

Jean-Claude Brialy 1933. március 30-án született Roger Brialy és Suzanne Abraham gyermekeként.
Tanulmányait a Strasbourg-i Egyetem, filozófia szakán végezte. Ezután a Drámai Konzervatóriumban, Strasbourgban tanult.
Érettségi után egy színtársulat tagja lett. 1958-tól szerepelt filmekben. 1971-től filmrendezőként is dolgozott. 1977-től a Hébertot Színházban, 1986-tól pedig a Théâtre des Bouffes Parisiens-ben rendezett.
2000-ben megjelent Le Ruisseau des singes, ill. a 2004-ben megjelent J'ai oublié de vous dire... c. önéletrajzi munkáiban  felválltalta, hogy biszexuális.

## Filmjei

### Rendezőként
- Églantine (1971)
- Les volets clos (1973)
- L'oiseau rare (1973)
- Un amour de pluie (1974)
- Egy jó kis ördög (1983)
- Grand guignol (1986)
- Maschenka (1987)

### Színészként
- Godard-kisfilmek (1957)
- Christine (1958)
- Unokafivérek (1959)
- A diákok útja (1959)
- Négyszáz csapás (1959)
- Szerelemmel látni (1959)
- Charlotte és Veronique, avagy minden srácot Patricknak hívnak (1959)
- A szép Serge (1959)
- Ficsúrok (1960)
- Párizs, ahogyan én látom (1960)
- L'Éducation sentimentale (1961)
- Az asszony, az asszony (1961)
- A hét főbűn (1961)
- Cléo 5-től 7-ig (1962)
- Az ördög és a tízparancsolat (1962)
- A svéd kastély (1963)
- Hogyan lettem vezérigazgató? (1963)
- Férfivadászat (1964)
- Tökéletes úriember (1964)
- Körbe-körbe (1964)
- Tonio Kröger (1964)
- Egy kis kiruccanás (1966)
- Szívkirály (1966)
- Caroline drágám (1967)
- A menyasszony feketében volt (1968)
- A Vatikán hadművelet (1968)
- Manon 70 (1968)
- Orgel gróf bálja (1970)
- Claire térde (1970)
- A halott asszony visszatér (1972)
- A szabadság fantomja (1974)
- A tojásrántotta (1975)
- Catherine et Cie (1975)
- A bíró és a gyilkos (1976)
- A szentév (1976)
- Barocco (1976)
- Julie, a levakarhatatlan (1977)
- Robert és Robert (1977)
- Az úszómester (1978)
- A bankárnő (1980)
- A postakocsi (1982)
- A trieszti lány (1982)
- Végzetes kaland (1983)
- Stella (1983)
- Sarah (1983)
- Edith és Marcel (1983)
- A negyedik hatalom (1985)
- A csitri (1985)
- Az évszázad esküvője (1985)
- Lavardin felügyelő (1985)
- Levi és Góliát (1986)
- Maschenka (1986)
- Ártatlanok (1987)
- Le Moustachu (1987)
- A szerelem betege (1987)
- Nyári komédia (1989)
- Zsaroló zsaruk 2. (1989)
- Fütyül a halálra (1990)
- Lévy és a kínaiak (1990)
- A halál kezében (1990)
- Halálos házasság (1991)
- Augusztus (1992)
- Egyezség a halállal (1993)
- Lucas (1993)
- Margit királynő (1994)
- A szörnyeteg (1994)
- Egy francia nő (1995)
- A gascogne-i fiú (1995)
- Sandra princesse rebelle (1995)
- Százegy éjszaka (1995)
- Kínai portrék (1996)
- Az arcátlan Beaumarchais (1996)
- Le grand Béké (1997)
- Monte Cristo grófja
- Elisabeth (1999)
- A kék bicikli (2000)
- Színészek (2000)
- Nos jolies colonies de vacances (2000)
- In extremis (2000)
- South Kensington (2001)
- Les filles á papa (2001)
- Concorrenza sleale (2001)
- Modern Nana (2001)
- Csak egy csokor virág! (2002)
- A kis mozisztár (2002)
- Le président Ferrare (2004)
- A nagymenő visszatér (2004)
- Les Rois maudits (2005)
- Monsieur Max (2007)

## Művei

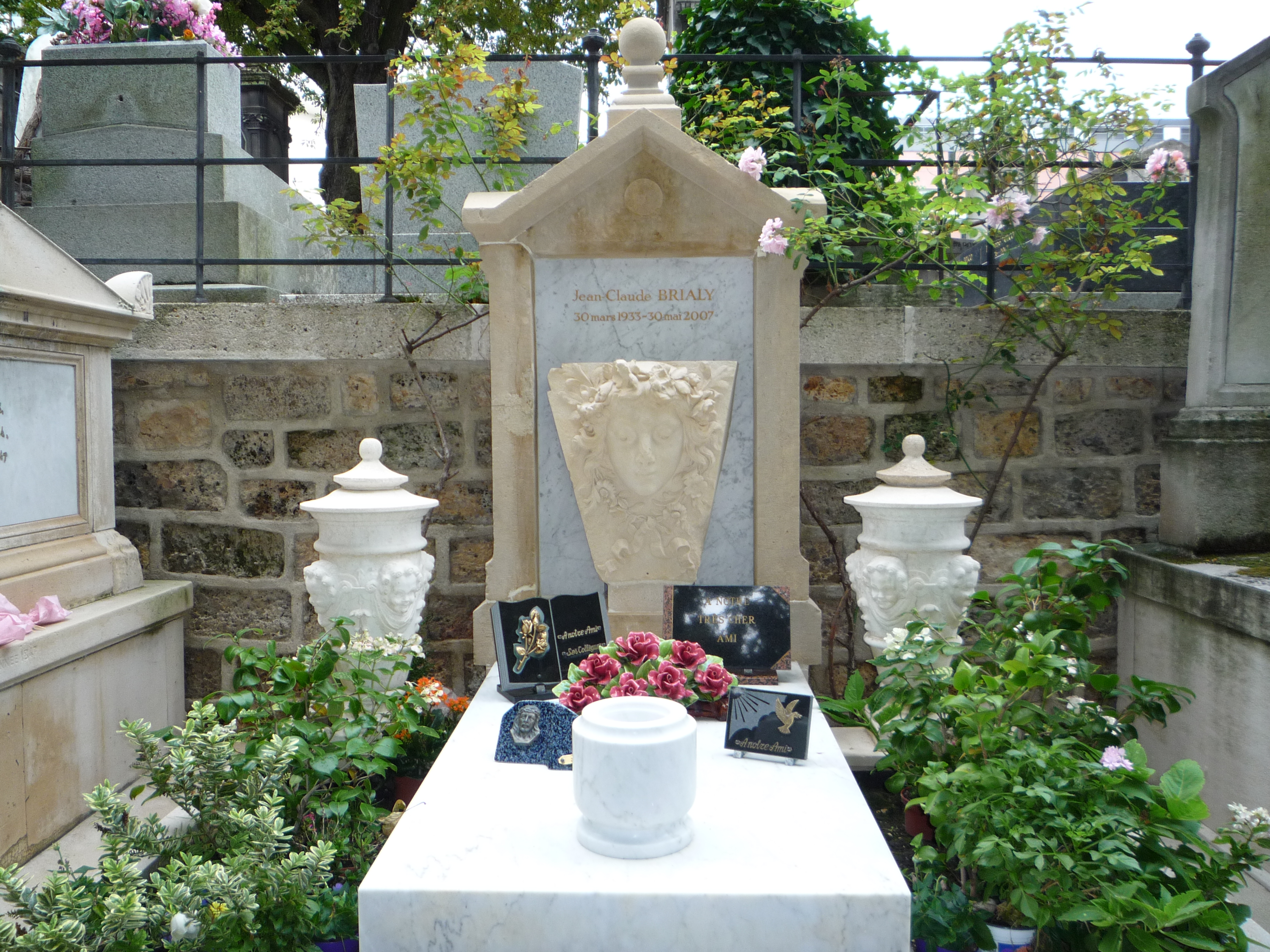
Sírja a Montmartre-i temetőben

- Les volets clos (1973)